# Prognathodes falcifer
El pez mariposa guadaña (Prognathodes falcifer) es una especie de pez marino endémico del Pacífico Oriental.

## Clasificación y descripción
Es un pez de la familia Chaeotodontidae, del orden Lepisosteiformes. Tiene un cuerpo fuertemente comprimido, oval con el hocico alargado y algo tubular. Presentan una coloración amarilla muy llamativa siendo más intensa sobre el dorso y pálida en el vientre, con una banda negra característica en los costados en forma de V invertida, así como una banda gris amarilla en el hocico que se vuelve negra al pasar por el ojo y hasta terminar en el origen de las primeras espinas dorsales. Este pez alcanza una talla máxima de 17 cm.  Es un pez carnívoro: su dieta se compone principalmente de camarones, cangrejos, gusanos, moluscos y equinodermos.

## Distribución geográfica
Es una especie endémica del Pacífico Oriental: se distribuye desde la Isla Santa Catalina (EUA) hasta las Islas Revillagigedo, incluyendo el suroeste del Golfo de California e Isla Guadalupe.

## Ambiente
La mariposa guadaña es un pez marino que se encuentra asociado a arrecifes rocosos profundos de entre 3 m y 270 m.

## Estado de conservación
Se desconoce su estado de conservación, aunque se supone que presenta un menor grado de amenaza a presiones estocásticas por habitar en aguas profundas. En México se encuentra enlistada en la Norma Oficial Mexicana 059 (NOM-059-SEMARNAT-2010) bajo la categoría Sujeta a Protección Especial (Pr). En la Lista Roja de la Unión Internacional para la Conservación de la Naturaleza (UICN) se encuentra considerada como una especie de Preocupación Menor (LC).